# Živo vrelo
Živo vrelo:  liturgijsko-pastoralni list, hrvatski katolički stručni mjesečnik za liturgijska i pastoralna pitanja. Izlazi od 1989., a izdaje ga Hrvatski institut za liturgijski pastoral, pri Hrvatskoj biskupskoj konferenciji.
Časopis donosi razmatranja biblijskih čitanja, homilije i prijedloge za liturgijsko pjevanje, prateći crkvenu (liturgijsku) godinu. Uz Svetu Ceciliju, najvažniji je časopis na području crkvene glazbe u Hrvatskoj.
Jedan od pokretača i dugogodišnji pročelnik bio je fra Bernardin Škunca.